# 통일 마케도니아

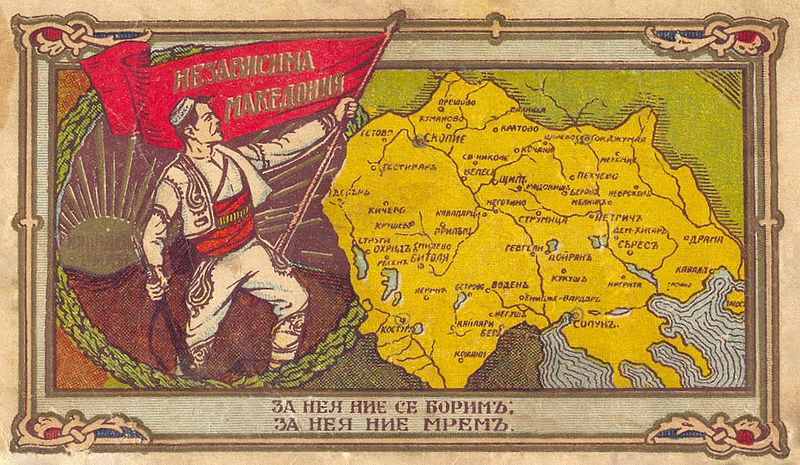
빨간색으로 표시된 지역이 마케도니아의 민족통일주의자들이 주장하는 마케도니아 지역

통일 마케도니아(마케도니아어: Обединета Македониа 오베디네타 마케도니아)는 마케도니아의 극단적인 민족주의자들이 주장하는 민족통일주의 개념이다.
이들은 발칸반도의 마케도니아 지역의 통일을 목표로 하고 있는데, 본래의 마케도니아 지역은 마케도니아인의 고향이며, 1913년에 체결한 부쿠레슈티 조약으로 인한 분할은 부당하다고 주장하고 있다. 또한 이들은 그리스의 테살로니키(슬라브어로 솔룬(Solun))를 통일 마케도니아의 수도로 삼고 있다.

## 역사

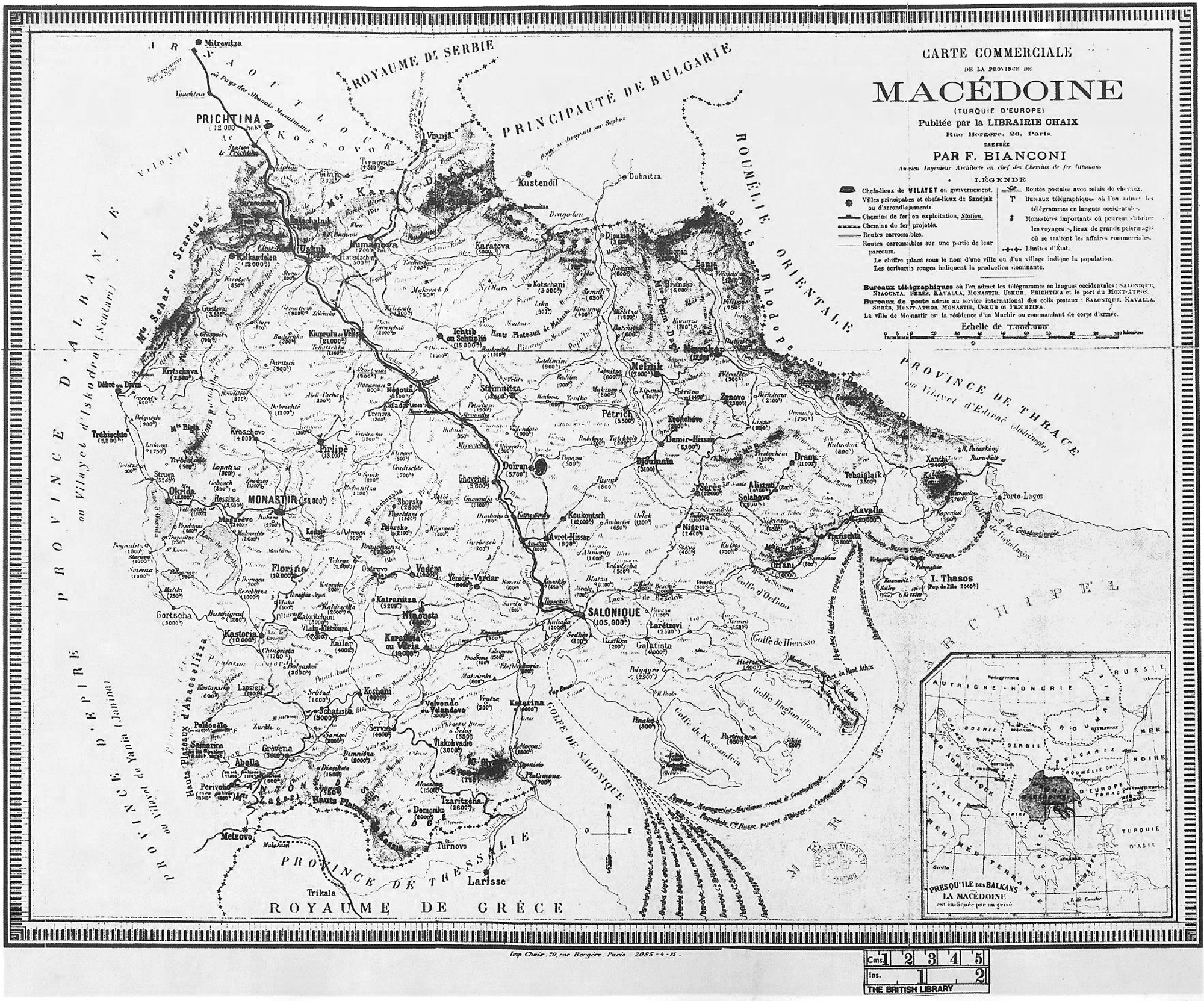
F. 비안코니가 1885년에 제작한 마케도니아 전 지역의 지도

통일 마케도니아의 개념은 19세기 말 자치 마케도니아라는 내부 마케도니아 혁명 기구의 문서에 처음 등장한다.
이 조직은 1893년 오스만 제국의 지배를 받거 있던 테살로니키에서 소수 마케도니아계 불가리아인의 반(反) 오스만 제국 혁명을 목표로 하였다. 또한 이 조직은 마케도니아는 분열될 수 없는 영토이며, 마케도니아의 모든 주민들은 종교와 민족에 관계 없이 마케도니아인이다고 주장하였다.
이러한 개념은 엄밀히 말하자면 정치적인 이유로 불가리아 민족으로부터의 이탈을 암시하는 것이 아니라, 마케도니아 지역에 거주하는 모든 민족의 단결을 의미하였다. 이 용어는 1900년대 초부터 사용된 발칸 사회주의 연방과의 관계가 두드러진다.
다만 이러한 인식은 마케도니아 민족이나 극단적 민족주의자로 한정되어 있지 않으며, 마케도니아인의 대다수는 보통 마케도니아 지역을 다음과 같이 구분하고 있는데, 이는 그리스인과 불가리아인을 공격적인 대상으로 파악할 수 있다.
- 바르다르 마케도니아 (Вардарска Македониа, Vardarska Makedonija) - 마케도니아 공화국
- 에게 해 마케도니아 (Егеска Македониа, Egejska Makedonija) - 그리스 북부 지역에 위치한 세 개의 마케도니아 주변 지역
- 피린 마케도니아 (Пиринска Македониа, Pirinska Makedonija) - 불가리아 남서부에 위치한 블라고에브그라드 주의 비공식 명칭
- 말라 프레스파 골로 브르도 (Мала Преспа и Голо Брдо, Mala Prespa i Golo Brdo) - 알바니아 남동부에 위치한 지역으로, 간혹 에게 해 마케도니아 지역이 포함된다.
- 프로호르 프친스키 (Прохор Пчински, Prohor Pcinjski) - 세르비아 남부 지역으로, 바르다르 마케도니아 지역의 소구역이다.
- 고라 (Гора, Gora) - 코소보 남부 지역으로, 바르다르 마케도니아 지역의 소구역이다.

이러한 개념의 본질적인 관점은 마케도니아 지역에 거주하는 주민들의 대다수가 억압받는 마케도니아인으로, 그들이 사는 지역은 해방되지 않은 마케도니아 지역의 일부이다고 주장하고 있으며, 불가리아와 알바니아의 인구 조사에서는 그들의 인구가 실제보다 적게 나왔다고 언급하고 있다.(알바니아의 공식적인 인구 조사에서는 마케도니아인 인구가 5천 명으로 집계되었지만, 마케도니아 민족주의자는 12만~35만 명 정도로 추산되며, 불가리아의 공식적인 인구 조사에서는 마케도니아인의 인구가 5,071 명으로 집계되었지만, 마케도니아 민족주의자는 20만 명 정도로 추산된다.)
그리스는 자신을 그리스인, 불가리아인, 마케도니아인과 같다고 생각하는 다양한 슬라브계 소수 민족과 에스놀로그 인구 통계가 10만~20만 명 사이로 집계되었으며(그리스 헬싱키 위원회의 통계에서는 자신을 마케도니아인이라고 생각하는 사람이 1만~3만 명으로 집계되었다.), 그리스에 거주하는 마케도니아 민족주의자는 80만 명으로 추산된다.
통일 마케도니아의 개념의 뿌리는 1910년으로 거슬러 올라간다. 1910년에 열린 제1차 발칸 사회주의 회의에서 마케도니아 문제의 해결이 회의의 강령 가운데 하나로 있었으며, 1915년에 게오르기 디미트로프는 "3개국에 의해서 분할된 마케도니아를 재통일해 발칸 민주 연방의 뼈대와 대등한 권리를 갖는 마케도니아를 만들자"라는 내용의 글을 쓰기도 하였다.
통일 마케도니아의 개념은 내부 마케도니아 혁명 기구에서 활동하고 있던 혁명가들에게도 이용되었다. 1920년부터 1934년까지 내부 마케도니아 혁명 기구의 지도자였던 토도르 알렉산드로프와 알렉산다르 프로트게로프, 이반 미하일로프 등은 이러한 개념을 그리스와 세르비아의 마케도니아 점령으로부터의 해방과 불가리아인, 세르비아인, 그리스인, 알바니아인 등의 마케도니아인들을 위한 통일 마케도니아의 건설을 위한 과정이다고 주장하였다.
그러나 공산주의 이념 아래에 마케도니아를 통일하겠다는 생각은 1948년 그리스 공산당이 그리스 내전에서 패배함과 동시에 요시프 티토의 유고슬라비아가 소비에트 연방과 불가리아와의 다툼으로 인해 깨지고 만다.
마케도니아 공화국이 유고슬라비아로부터 독립하기 전후였을 당시 그리스는 마케도니아 공화국 정부가 통일 마케도니아 이념을 지원하고 있다고 의심하기도 하였는데, 1991년 11월 17일에 제정된 새 마케도니아 공화국의 최초의 헌법 제47조에는 다음과 같이 기록되고 있었다.
(1) 마케도니아 공화국은 주변의 여러 나라에 거주하는 마케도니아인에 속해 있는 사람들과 국외로 추방된 마케도니아인의 지위와 권리에 관심을 가지며, 이러한 사람들의 문화 발전을 지원해 공화국과의 관계를 촉진한다. 이러한 목적의 실행에 앞서 공화국은 다른 나라의 주권을 침해하지 않으며, 내정 문제에 간섭하지 않는다. 
 (2) 마케도니아 공화국은 마케도니아 국민들이 국외에서 갖는 문화적, 경제적, 사회적 권리에 관심을 가진다.

그리스의 입장에서 이 조항은 그리스의 내정 문제에 간섭할 수 있는 구실로 이용될 수 있는 조항으로 여겨졌다.
1995년 9월 13일 마케도니아 공화국은 영토 문제 등을 이유로 벌어진 그리스의 경제 봉쇄를 끝내기 위해 그리스와의 사이에 잠정 합의에 이르게 된다. 그 조항 중에서는 마케도니아 공화국은 주변의 이웃 나라에 대한 모든 영유권 주장을 철회한다는 조건이 있었다.
통일 마케도니아라는 개념은 마케도니아 공화국의 공식적인 문서와 교과서를 통한 학교의 가르침 그리고 정부의 공식 간행물을 통해 찾을 수 있다.

## 같이 보기
- 마케도니아 국호 분쟁
- 티토주의